# Narcís (gènere)
Narcís (Narcissus) és un gènere de plantes angiospermes de la família de les amaril·lidàcies. Són plantes bulboses àmpliament cultivades per a usos ornamentals i de gran importància econòmica.

## Distribució
A la natura, els narcisos es troben a Europa, el nord d'Àfrica, Orient Pròxim, l'oest de l'Àsia central, el sud-est de la Xina i el Japó. La major quantitat d'espècies es troba a la zona de la Mediterrània, especialment a la Península Ibèrica.

## Descripció
Els narcisos són plantes heerbàcies vivaces, amb fulles basals i tiges buides que porten una o més flors. Les flors tenen sis sèpals i una corona en forma de copa o trompeta formada pels pètals soldats. L'androceu està format per sis estams, l'ovari és ínfer i trilocular. El fruit és una càpsula que habitualment conté nombroses llavors.

## Taxonomia
Aquest gènere va ser publicat per primer cop l'any 1753 al primer volum de l'obra Species Plantarum del botànic suec Carl von Linné.

### Sinònims
Els següents noms són sinònims heterotípics de Narcissus:
- Ajax Salisb. ex Haw.
- Argenope Salisb.
- Assaracus Haw.
- Aurelia J.Gay
- Autogenes Raf.
- Braxireon Raf.
- Calathinus Raf.
- Carregnoa Boiss.
- Chione Salisb.
- Chloraster Haw.
- Codiaminum Raf.
- Corbularia Salisb. ex Haw.
- Cydenis Salisb.
- Diomedes Haw.
- Ganymedes Salisb. ex Haw.
- Gymnoterpe Salisb.
- Helena Haw.
- Hermione Salisb. ex Haw.
- Illus Haw.
- Jonquilla Haw.
- Moskerion Raf.
- Oileus Haw.
- Panza Salisb.
- Patrocles Salisb.
- Philogyne Salisb.
- Phylogyne Salisb. ex Haw.
- Plateana Salisb.
- Prasiteles Salisb.
- Queltia Salisb. ex Haw.
- Schisanthes Haw.
- Stephanophorum Dulac
- Tapeinaegle Herb.
- Tapeinanthus Herb.
- Tityrus Salisb.
- Tros Haw.
- Veniera Salisb.

- × Narcibularia H.R.Wehrh.

### Espècies
Dins d'aquest gènere es reconeixen les 75 espècies següents:
- Narcissus abscissus (Haw.) Schult. & Schult.f.
- Narcissus albicans (Haw.) Spreng.
- Narcissus albimarginatus D.Müll.-Doblies & U.Müll.-Doblies
- Narcissus alcaracensis S.Ríos, D.Rivera, Alcaraz & Obón
- Narcissus alcobacensis A.Fern. ex Fern.Casas
- Narcissus assoanus Dufour ex Schult. & Schult.f.
- Narcissus atlanticus Stern
- Narcissus bellirius Fridl.
- Narcissus bertolonii Parl.
- Narcissus bicolor L.
- Narcissus broussonetii Lag.
- Narcissus bujei (Fern.Casas) Fern.Casas
- Narcissus bulbocodium L.
- Narcissus calcicola Mendonça
- Narcissus cantabricus DC.
- Narcissus cavanillesii Barra & G.López
- Narcissus confusus Pugsley
- Narcissus cordubensis Fern.Casas
- Narcissus cuatrecasasii Fern.Casas, M.Laínz & Ruíz Rejón
- Narcissus cuneiflorus (Salisb. ex Haw.) Link
- Narcissus cyclamineus DC.
- Narcissus dubius Gouan
- Narcissus fernandesii Pedro
- Narcissus gaditanus Boiss. & Reut.
- Narcissus gallaecicus Fern.Casas
- Narcissus gigas (Haw.) Steud.
- Narcissus grandae Áng.Sánchez, J.F.Álvarez, Castro Prig., Crystal, P.Gómez-Mur
- Narcissus hedraeanthus (Webb & Heldr.) Colmeiro
- Narcissus hesperidis Fern.Casas
- Narcissus hispanicus Gouan
- Narcissus jacetanus Fern.Casas
- Narcissus jacquemoudii Fern.Casas
- Narcissus jeanmonodii Fern.Casas
- Narcissus jonquilla L.
- Narcissus leonensis Pugsley
- Narcissus macrolobus (Jord.) Pugsley
- Narcissus magniobesus Fern.Casas
- Narcissus marvieri Jahand. & Maire
- Narcissus matiasii Fern.Casas
- Narcissus miniatus Donn.-Morg., Koop. & Zonn.
- Narcissus minor L.
- Narcissus moleroi Fern.Casas
- Narcissus moschatus L.
- Narcissus munozii-garmendiae Fern.Casas
- Narcissus nevadensis Pugsley
- Narcissus nobilis (Haw.) Schult. & Schult.f.
- Narcissus obesus Salisb.
- Narcissus obsoletus (Haw.) Spach
- Narcissus pachybolbus Durieu
- Narcissus pallidiflorus Pugsley
- Narcissus papyraceus Ker Gawl.
- Narcissus peroccidentalis Fern.Casas
- Narcissus poeticus L.
- Narcissus portensis Pugsley
- Narcissus portomosensis A.Fern. ex Fern.Casas
- Narcissus pseudonarcissus L.
- Narcissus ramirezii P.Gómez-Murillo, Arellano-Martín & Áng.Sánchez
- Narcissus romieuxii Braun-Blanq. & Maire
- Narcissus rupicola Dufour
- Narcissus salmonii Fern.Casas
- Narcissus saltuum Fern.Casas
- Narcissus scaberulus Henriq.
- Narcissus segoviensis Fern.Casas
- Narcissus segurensis S.Ríos, D.Rivera, Alcaraz & Obón
- Narcissus serotinus L.
- Narcissus supramontanus Arrigoni
- Narcissus tazetta L.
- Narcissus tortifolius Fern.Casas
- Narcissus triandrus L.
- Narcissus vilchezii P.Gómez-Murillo & Hervás
- Narcissus viridiflorus Schousb.
- Narcissus vitekii P.Escobar
- Narcissus watieri Maire
- Narcissus willkommii (Samp.) A.Fern.
- Narcissus yepesii S.Ríos, D.Rivera, Alcaraz & Obón

### Híbrids
S'han descrit els següents híbrids naturals:
- Narcissus × abilioi Fern.Casas
- Narcissus × aedoi Fern.Casas
- Narcissus × aguiarii Fern.Casas
- Narcissus × alejandrei Fern.Casas
- Narcissus × alentejanus Fern.Casas
- Narcissus × alleniae Donn.-Morg.
- Narcissus × aloysii-villarii Fern.Casas
- Narcissus × andorranus Fern.Casas
- Narcissus × andujarensis Hervás, Patino, Solís & Urrutia
- Narcissus × aranensis Fern.Casas
- Narcissus × backhousei Baker
- Narcissus × bakeri K.Richt.
- Narcissus × bernardi DC. ex Hénon
- Narcissus × boutignyanus Philippe
- Narcissus × brevitubulosus A.Fern.
- Narcissus × buxtonii K.Richt.
- Narcissus × caramulensis P.Ribeiro, Paiva & H.Freitas
- Narcissus × cardonae Lloret & Fern.Casas
- Narcissus × carringtonii Rozeira
- Narcissus × cazorlanus Fern.Casas
- Narcissus × chevassutii Fern.Casas
- Narcissus × cofinyalensis Uribe-Ech. & Urrutia
- Narcissus × compressus Haw.
- Narcissus × consolationis Fern.Casas
- Narcissus × corcyrensis (Herb.) Nyman
- Narcissus × dezanus García Mart. & Silva Pando
- Narcissus × egabrensis J.López-Tirado
- Narcissus × esteban-infantesii Díez Domínguez & Hervás
- Narcissus × fosteri Lynch
- Narcissus × galaicus González, Patino, Solís & Urrutia
- Narcissus × galdoanus Fern.Casas
- Narcissus × gatensis J.F.Álvarez, Castro Prig., P.Gómez-Murillo & Áng.Sánchez
- Narcissus × georgemawii Fern.Casas
- Narcissus × gredensis Fern.Casas
- Narcissus × hannibalis A.Fern.
- Narcissus × hervasii Barra & Ureña
- Narcissus × hispalensis J.López-Tirado
- Narcissus × incomparabilis Mill.
- Narcissus × juanae Fern.Casas
- Narcissus × kirchnerianus P.Escobar
- Narcissus × koshinomurae Fern.Casas
- Narcissus × libarensis Sánchez García & Mart.Ort.
- Narcissus × litigiosus Amo
- Narcissus × maginae Fern.Casas & Susanna
- Narcissus × magnenii Rouy
- Narcissus × mariae-angelorum Fern.Casas
- Narcissus × maroccanus Fern.Casas
- Narcissus × martinoae Nava & Fern.Casado
- Narcissus × medioluteus Mill.
- Narcissus × mikelii-lordae Fern.Casas
- Narcissus × monochromus P.D.Sell
- Narcissus × munozii-alvarezii J.López-Tirado
- Narcissus × neocarpetanus Rivas Ponce, C.Soriano & Fern.Casas
- Narcissus × nutans Haw.
- Narcissus × odorus L.
- Narcissus × oiarbidei Fern.Casas & Uribe-Ech.
- Narcissus × olivensis Fern.Casas & Florencio
- Narcissus × palentinus Fern.Casas
- Narcissus × parautensis Fern.Casas & P.Gómez-Murillo
- Narcissus × perangustus Fern.Casas
- Narcissus × perezlarae Font Quer
- Narcissus × petri-mariae Fern.Casas
- Narcissus × poculiformis Salisb.
- Narcissus × ponsii-sorollae Fern.Casas
- Narcissus × pugsleyi Fern.Casas
- Narcissus × pujolii Font Quer
- Narcissus × pyrenaicus Dorda, Rivas Ponce & Fern.Casas
- Narcissus × rafaelii Patino & Uribe-Ech.
- Narcissus × repulloi J.López-Tirado
- Narcissus × richardianus P.Escobar
- Narcissus × rogendorfii Batt. & Trab.
- Narcissus × romoi Fern.Casas
- Narcissus × rupidulus Fern.Casas & Susanna
- Narcissus × sandersii Díez Domínguez & Hervás
- Narcissus × sexitanus Fern.Casas
- Narcissus × somedanus Fern.Casado, Nava & Suárez Pérez
- Narcissus × splendidus P.Gómez-Murillo & Arellano-Martín
- Narcissus × stenanthus (Lange) Fern.Casas
- Narcissus × taitii Henriq.
- Narcissus × tenuior Curtis
- Narcissus × trevejensis Patino, Urrutia & Valencia
- Narcissus × trianoi J.López-Tirado
- Narcissus × trilobus L.
- Narcissus × tuckeri Barra & G.López
- Narcissus × turrensis Tucker ex De Bellard & Hervás
- Narcissus × urrutiae Fern.Casas & Uribe-Ech.
- Narcissus × villanovensis J.López-Tirado
- Narcissus × weickertii Sánchez Gullón & Castro Prig.
- Narcissus × xanthochlorus Fern.Casas
- Narcissus × xaverii Nava & Fern.Casado
- Narcissus × zorrakinii Fern.Casas, Patino, J.Valencia & Uribe-Ech.

## Usos
Els narcisos s'utilitzen fonamentalment com a planta ornamental, essent una de les principals plantes ornamentals conreades a les zones temperades. A Europa, el seu conreu es fa des de fa segles. El comerç també és molt antic, de fet, la presència de l'espècie Narcissus tazetta, originària de la Mediterrània, a la Xina i el Japó s'associa amb un algun tipus de comerç en èpoques pretèrites. Aquest ús ornamental genera una activitat econòmica molt important que implica el seu correu industrialitzat, el comerç de bulbs, el comerç de la planta viva i el comerç de la flor tallada. Els majors productors són la Gran Bretanya, els Països Baixos i els Estats Units d'Amèrica.
El narcisos també són una font d'obtenció de galantamina, un principi utilitzat en fàrmacs com ara alguns dedicats al tractament de l'Alzeimer.

## Cultura
El narcís és la flor nacional del País de Gal·les, és tradicional portar-la el dia de Sant David, la diada nacional del país, que se celebra el primer de març. En la llengua d'aquest país, el gal·lès, és anomenat cenhinen Bedr que vol dir "el porro d'en Pere", essent el porro un dels altres síbols dels gal·lesos.